# Hermann Müllensiefen
Hermann Müllensiefen (* 28. November 1837 in Crengeldanz; † 16. April 1897) war ein deutscher Unternehmer sowie Kommunalpolitiker und Politiker (als Mitglied des Deutschen Reichstags).

## Leben
Müllensiefen war der Sohn des Glasfabrikanten Gustav Müllensiefen, besuchte das Realgymnasium in Siegen und leistete seinen Militärdienst 1858 in Berlin ab. Von 1859 bis 1860 war er Volontär in der Maschinenfabrik von Louis Schwartzkopff in Berlin und trat dann ins väterliche Unternehmen Gebrüder Müllensiefen ein, das 1826 von Gustav und Theodor Müllensiefen gegründet wurde und zu den bedeutendsten Flachglasfabriken Deutschlands gehörte. 1872 errichtete Hermann Müllensiefen in der Nähe der Glasfabrik die heute noch bestehende Villa Müllensiefen. 1874 wurden er und sein jüngerer Bruder Theodor Inhaber des Unternehmens.
Müllensiefen war seit 1868 Mitglied der Stadtverordnetenversammlung und in den letzten Jahren Mitglied des Magistrats der Stadt Witten, sowie Mitglied des Kreistags und Kreisausschusses des Landkreises Bochum. Von Januar 1891 bis 1893 war er Mitglied des Deutschen Reichstags für den Wahlkreis Regierungsbezirk Arnsberg 5 (Landkreis Bochum, Landkreis Gelsenkirchen, Landkreis Hattingen) als Angehöriger der Nationalliberalen Partei.
Das Familienunternehmen wurde 1930 von der Deutsche Tafelglas AG (Detag) übernommen, heute ist die Fabrik im Besitz der Pilkington Automotive Deutschland GmbH.